# República Checa en los Juegos Olímpicos de Atlanta 1996
La República Checa estuvo representada en los Juegos Olímpicos de Atlanta 1996 por un total de 115 deportistas que compitieron en 17 deportes. Fue la primera participación de este país tras la disolución de Checoslovaquia.
El portador de la bandera en la ceremonia de apertura fue el palista Václav Chalupa.

## Medallistas
El equipo olímpico checo obtuvo las siguientes medallas:
| Nombre                     | Deporte               | Competición         |
| -------------------------- | --------------------- | ------------------- |
| Oro                        |                       |                     |
| Jan Železný                | Atletismo             | Jabalina M          |
| Martin Doktor              | Piragüismo            | C1 500 m M          |
| Martin Doktor              | Piragüismo            | C1 1000 m M         |
| Štěpánka Hilgertová        | Piragüismo en eslalon | K1 F                |
| Plata                      |                       |                     |
| Lukáš Pollert              | Piragüismo en eslalon | C1 M                |
| Jiří Rohan Miroslav Šimek  | Piragüismo en eslalon | C2 M                |
| Jana Novotná Helena Suková | Tenis                 | Dobles F            |
| Bronce                     |                       |                     |
| Tomáš Dvořák               | Atletismo             | Decatlón M          |
| Šárka Kašpárková           | Atletismo             | Triple salto F      |
| Jana Novotná               | Tenis                 | Individual F        |
| Miroslav Januš             | Tiro                  | Blanco móvil 10 m M |